# Veleron
Veleron (en francès Velleron) és un municipi francès situat al departament de la Valclusa i a la regió de Provença – Alps – Costa Blava.

## Demografia
| 1962                                       | 1968  | 1975  | 1982  | 1990  | 1999  | 2006  |
| ------------------------------------------ | ----- | ----- | ----- | ----- | ----- | ----- |
| 1.111                                      | 1.134 | 1.402 | 2.054 | 2.509 | 2.829 | 3.017 |
| Des de 1962: població sense dobles comptes |       |       |       |       |       |       |

## Administració
| Període   | Identitat    | Partit |
| --------- | ------------ | ------ |
| 2001-2005 | Robert Rouch |        |
| 2008-     | Michel Ponce |        |